# Morszyn (hromada)
Morszyn – hromada miejska w rejonie stryjskim obwodu lwowskiego Ukrainy. Siedzibą hromady jest Morszyn.
Hromadę utworzono w ramach reformy decentralizacji  w 2020 roku.

## Miejscowości hromady
W skład hromady wchodzą 1 miasto i 13 wsi.

- Morszyn – miast, siedziba hromady
- Bania
- Dołhe
- Falisz
- Lisowice
- Łukawica Niżna
- Łukawica Wyżna
- Niniów Dolny
- Niniów Górny
- Piła
- Smolanyj
- Stańków
- Wola Zaderewacka
- Zaderewacz